# Náquera
Náquera (en valenciano y cooficialmente Nàquera) es un municipio de la Comunidad Valenciana, España. Perteneciente a la provincia de Valencia, en la comarca del Campo de Turia. Su población es de 8308 habitantes (INE 2024).

## Etimología
El nombre viene del árabe naqra agujero o cueva.

## Geografía
El término municipal de Náquera se encuentra en el NE de la provincia de Valencia. Su superficie es de 3870 ha, de las cuales 1020 ha — el 26 %— forman parte del parque natural de la Sierra Calderona. El casco urbano está situado sobre un montículo en las estribaciones de la sierra, a 215 m de altitud y a 24 km de la capital valenciana.
El término municipal de Náquera limita al norte con los términos de Segart y Serra; al este con los de Albalat de Taronchers, Sagunto, y El Puig; al oeste con Bétera, y al sur con los de Moncada, Museros y Rafelbuñol.

## Clima
Su clima es mediterráneo, de temperaturas templadas por su baja altitud y cercanía al litoral, con una media anual de 17 grados Celsius. La precipitación es escasa, lo que limitaba la agricultura, tradicionalmente basada en los cultivos de secano. Con el establecimiento de regadíos, en la actualidad el cultivo mayoritario es el de cítricos. La zona del término no cultivada es muy boscosa, con abundancia de vida salvaje y una gran diversidad de vegetación autóctona mediterránea, como la encina Quercus rotundifolia.

## Vías de acceso
Se accede a esta localidad, desde Valencia, a través de la CV-35 y tomando luego la CV-310, pudiendo acceder por la AP 7 (salida de Masalfasar), por el by-pass, por el camino de Moncada o por la pista de Ademuz y por el norte se puede acceder pasando por Serra, desde Torres Torres (autovía Mudéjar).

## Historia
En el término municipal hay varios yacimientos arqueológicos prehistóricos, datados en el Paleolítico, el Neolítico y la Edad del Bronce, así como de la época romana.
La Náquera islámica era una alquería de 40 casas habitada por hombres y mujeres libres con una economía basada en la agricultura de secano y las huertas de regadío.
El primer Señor de Náquera aparece en 1237, cuando el Rey Jaime I concede la titularidad de la alquería musulmana a D. Egidio Atrosillo. Pasaría a pertenecer a Gil Martínez de Enteza, a la familia Catlar, a la familia Roig de Corella y posteriormente a los Figuerola.
Durante del periodo de la Reconquista y en plena primera etapa cristiana, los habitantes continúan manteniéndose gracias a la agricultura y al cuidado de los animales. Pertenece a este momento la definición completa del originario núcleo de población actual, de la que perdura la ubicación del antiguo castillo, el molino y la iglesia.
Tras la expulsión de los moriscos en 1609, el término quedó despoblado casi por completo. El último cambio de poder que hubo hasta la abolición de los derechos sobre la población, fue el de la familia Figuerola a los marqueses de Boil alrededor de 1757. En 1908 el marqués de Boil pierde todos sus derechos sobre la población. A pesar del cambio político y la mejora de las libertadas, la situación económica de la población se mantiene. La agricultura de secano y la ganadería continúan siendo la base de la economía local, junto con el aprovechamiento de canteras de mármol, yeso (Algepsars) y rodeno (Salt).
El verdadero cambio económico de Náquera acontece a principios del siglo XX. Se empieza a percibir el territorio de Náquera como zona de segunda residencia motivado por las favorables condiciones climáticas, la belleza de su entorno y la proximidad a la capital. Comienzan a surgir los primeros chalets y se establece la primera urbanización, La Carrasca.
La presencia de Náquera durante la Guerra Civil es de gran relevancia, ya que parte del gobierno republicano se afinca en la urbanización La Carrasca. Tras la decadencia que sigue a la guerra, la localidad comienza a recuperarse a finales de los años 60 con la construcción de un gran número de urbanizaciones. La economía pasa a basarse en el sector servicios y la construcción.

## Demografía
Náquera cuenta con una población de 8308 habitantes (INE 2024).
| Gráfica de evolución demográfica de Náquera entre 1842 y 2021                                                       |
| |
| Población de derecho según los censos de población del INE Población de hecho según los censos de población del INE |

## Economía
La economía de Náquera está basada en lo que respecta a materia prima principalmente en la transformación de productos metálicos y en el sector de la madera. En la agricultura destacan como cultivos de secano los olivos, los almendros, los viñedos y los algarrobos, y en las tierras de regadíos los naranjos.
Pero la gran parte de su economía se basa en el turismo que recibe la población (en verano se triplica la población aprox. 24000 Hab.).

## Administración y política
| Periodo   | Nombre                        | Partido                         |
| --------- | ----------------------------- | ------------------------------- |
| 1979-1983 | Eduardo Pérez Ibáñez          | AP                              |
| 1983-1987 | Eduardo Pérez Ibáñez          | AP                              |
| 1987-1991 | Ernesto Pérez Navarro         | PP                              |
| 1991-1995 | Salvador Pérez Navarro        | PP                              |
| 1995-1999 | Juan Bautista Martínez Cotino | UV                              |
| 1999-2003 | Salvador Pérez Navarro        | PP                              |
| 2003-2007 | Ricardo Arnal Pavía           | PP                              |
| 2007-2011 | Ricardo Arnal Pavía           | PP                              |
| 2011-2015 | Damián Ibáñez Navarro         | UPdN - Unión Popular de Náquera |
| 2015-2019 | Damián Ibáñez Navarro         | UPdN - Unión Popular de Náquera |
| 2019-2023 | Damián Ibáñez Navarro         | UPdN - Unión Popular de Náquera |
| 2023-act. | Iván Expósito Caballero       | VOX                             |

## Patrimonio

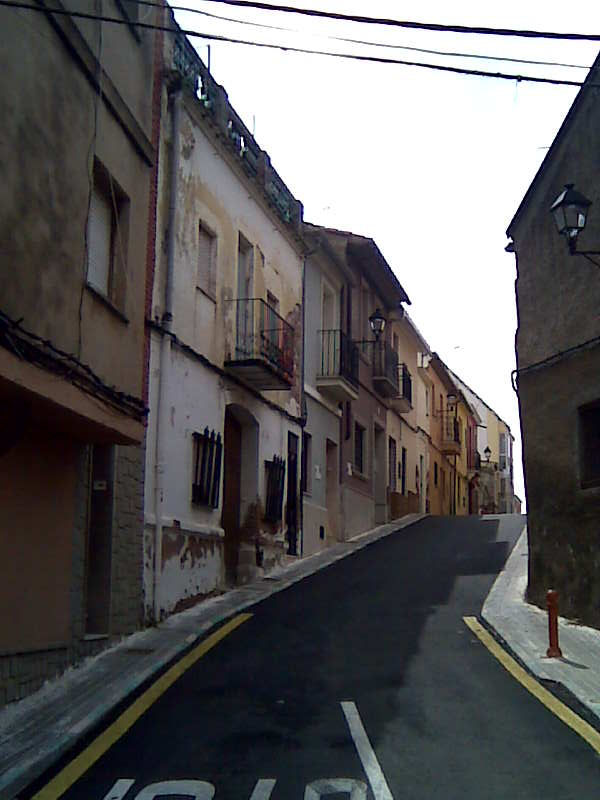
Calle de Náquera

- Ermita de San Francisco. Edificio neogótico construido por los vecinos entre 1919 y 1921. Que fue bendecida e inaugurada en octubre de 1922. Reconstruye una ermita efímera, que sustituía a la de la Ràpita, ya documentada en 1603. Conserva un retablo de Vicente Macip (ss. XV-XVI). Se completa con un calvario de catorce capillas y un mirador con vistas al golfo de Valencia.
- Iglesia de Nuestra Señora de la Encarnación (1757). Edificación de una nave con capillas laterales entre contrafuertes y testero plano, con capilla de comunión, sacristía, coro alto a los pies y estilo decorativo mezcla de barroco y neoclásico. El campanario es de construcción posterior. Dos cuadros de la escuela de Juan de Juanes flanquean el altar mayor. Anteriormente fue la antigua mezquita, situada al Pla de Fossar.
- La casa tradicional (s. XIX) se caracteriza por sus dos alturas, fachada con alternancia de colores y decoraciones en esquinas, ventanas y balcones. La distribución se debe a la economía agrícola, con entrada amplia para carros, franquada por habitaciones, a la que sigue una estancia (comedor, sala de estar) que da acceso al patio en el que se sitúa el baño y la cocina.
- Urbanización La Carrasca (finales 1800). En el área residencial quedan villas y viviendas unifamiliares rodeadas de amplios jardines, con elementos propios del modernismo o del art déco. La estructura de las viviendas es de núcleo cuadrado con grandes zonas de paso y con una torre lateral o central con miradores.
- La ganadería y la agricultura han dejado una profunda huella en el término. Son abundantes los aljibes, corrales, cucos, ribazos, y demás obras relacionadas con el agua como la Mina del Sifó.
- Las Posiciones Defensivas del Cabeç Bord son una de las pocas muestras de recuperación de arquitectura de la Guerra Civil. En el recorrido, mediante paneles, se explica el contexto histórico y geográfico, la importancia estratégica, su construcción y funcionamiento, la vida cotidiana, el establecimiento del Gobierno de la República de Nàquera, y hechos locales. Construidas por los republicanos (1938) en la Ofensiva de Valencia, eran un punto fuerte avanzado al último cinturón defensivo que protegía la ciudad.

## Lugares de interés
- Cueva de los Estudiantes ("Cova dels Estudiants"). Situada cerca de la cima de los Trencalls y la senda de los estudiantes, muy próxima al poblado ibérico. Conservaba en su interior restos de un taller de falsificación de moneda del siglo XVII.
- Pi de Salt. Pino centenario cuyos alrededores constituyen un lugar de gran belleza con el mar al fondo del horizonte.
- La Creueta. Cruz que se encuentra en el montículo de la montaña del Pinar.

## Fiestas locales
Las fiestas patronales se celebran del 1 al 4 de octubre en honor de la virgen del Rosario, el Niño Jesús, la virgen de la Encarnación (patrona de Náquera) y de san Francisco de Asís (patrón de Náquera), aunque en el mes de agosto se realiza la presentación de la Reina y su Corte de Honor. Además son numerosos los actos que se celebran los fines de semana, como verbenas, conciertos, bous al carrer (agosto) y la tradicional cabalgata (septiembre).

## Otros
El 12 de agosto de 2004 hubo un gran incendio forestal que arrasó 720 ha de bosque y que llegó a escasos metros del núcleo urbano, el cual se desalojó por razones de seguridad. Dos semanas después con una tormenta de verano se creó una célula tormentosa que derribó árboles con grandes precipitaciones y vientos huracanados perjudicando aún más a la zona montañosa tras el incendio.
A partir de ahí, comienzan las labores de reforestación del bosque, junto a la construcción de un sistema de bombeo de agua para sofocar un posible incendio. Por ese mérito, meses después fue premiado el ayuntamiento de Náquera por el Ministerio de Medio Ambiente. En la actualidad ya se ven pequeñas zonas verdes, pimpollos y matorrales.
En el Decreto 82/2006, de 9 de junio, del Consell, aparece referenciada la Cima del Puntal de Mateu de Náquera como área refugio del Murciélago Ratonero Patudo (Myotis Capaccinii).